# Vlag van Blaricum

Vlag van Blaricum

De vlag van Blaricum is sinds 21 augustus 1980 de officiële gemeentelijke vlag van de Noord-Hollandse gemeente Blaricum. De vlag is afgeleid van het gemeentewapen.
De vlag toont vijf banen van blauw, wit, groen, wit en blauw, met een hoogteverhouding van 2:1:2:1:2; met op 1/3 van de lengte van de vlag over het geheel een witte ruit met daarin de korenbloemenplant uit het wapen van Blaricum, met drie bloemen en met wortels.

## Verwant symbool

Het wapen van Blaricum